# Giovanni Lilliu
Giovanni Lilliu (Barumini, provincia de Cerdeña del Sur, Cerdeña, 13 de marzo de 1914 - Cagliari, 19 de febrero de 2012) fue un arqueólogo e historiador italiano. Se licenció en filosofía y letras en Roma y se especializó en arqueología. Fue profesor numerario de arqueología sarda en la Universidad de Cagliari y decano de la Facultad de Letras de la misma universidad.
Miembro correspondiente del Instituto de Estudios Catalanes desde 1973, ha fundado la Scuola di Specializzazione di Studi Sardi de la Universidad de Cagliari. También fue director de las Oficinas de Antigüedades de Cerdeña. También ha sido diputado provincial y consejero regional de la isla de Cerdeña.
Sus estudios se han centrado principalmente en la arqueología sarda y se han fundamentado en las excavaciones que ha llevado a cabo, especialmente en las realizadas en Barumini (cultura nurágica). Se ha interesado también por la arqueología prehistórica y protohistórica mediterránea y ha prestado especial atención a la arqueología de las islas Baleares, de Córcega y de Malta. En España dirigió la excavación del poblado talayótico de Ses Païsses, Artá, a finales de los años 1950.

## Obras
- "I nuraghi della Sardegna" su "le vie d'Italia" 1953
- La civiltà dei Sardi dal Neolitico all'età dei Nuraghi, Torino 1963.
- Sculture della Sardegna nuragica, Cagliari 1966.
- La civiltà nuragica, Sassari 1982.
- Cultura e culture, Sassari 1995
- Arte e religione della Sardegna prenuragica, Sassari 1999.
- La costante resistenziale sarda "Nuoro" (2002)
- La civiltà dei Sardi dal Paleolitico all'età dei Nuraghi "Nuoro" 2003- ISBN 88-86109-73-3
- La civiltà dei Sardi dal Neolitico all'età dei Nuraghi "Nuoro" 2004
- I nuraghi. Torri preistoriche di Sardegna "Nuoro" 2005
- Sardegna Nuragica "Nuoro" 2006
- Sardegna e Mediterraneo negli scritti di Giovanni Lilliu: vol. 1 2008
- Sardegna e Mediterraneo negli scritti di Giovanni Lilliu: vol. 2 2008
- Sardegna e Mediterraneo negli scritti di Giovanni Lilliu: vol. 3 2008
- Sardegna e Mediterraneo negli scritti di Giovanni Lilliu: vol. 4 2008
- Sardegna e Mediterraneo negli scritti di Giovanni Lilliu: vol. 5 2008
- Sardegna e Mediterraneo negli scritti di Giovanni Lilliu: vol. 6 2008